# Rue des Chalets
Pour les articles homonymes, voir Rue des Chalets (Le Kremlin-Bicêtre et Ivry-sur-Seine) et Avenue des Chalets.
La rue des Chalets (en occitan : carrièra dels Chalets) est une voie de Toulouse, chef-lieu de la région Occitanie, dans le Midi de la France.

## Situation et accès

### Description
La rue des Chalets est une voie publique. Elle traverse de quartier du même nom.
Longue de 705 mètres, elle relie le boulevard d'Arcole au boulevard Matabiau, qui longe le canal du Midi. Elle est située dans un quartier résidentiel constitué de demeures traditionnelles toulousaines ainsi que d’habitations cossues. Hormis les activités médicales et paramédicales, la rue des Chalets accueille également un bar[réf. souhaitée].
La chaussée compte une seule voie de circulation automobile à sens unique, depuis le boulevard d'Arcole vers le boulevard Matabiau. Elle appartient à une zone 30 et la vitesse y est limitée à 30 km/h. Il n'existe pas de piste, ni de bande cyclable, quoiqu'elle soit à double-sens cyclable.

### Voies rencontrées
La rue des Chalets rencontre les voies suivantes, dans l'ordre des numéros croissants (« g » indique que la rue se situe à gauche, « d » à droite) :
1. Boulevard d'Arcole (d)
2. Rue de Quéven (d)
3. Rue de Verdun (d)
4. Rue du Capitaine-Paul-Escudié (d)
5. Rue Édouard-Dulaurier (g)
6. Rue de Coulmiers (d)
7. Rue Saint-Hilaire (d)
8. Rue Henri-Douvillé (g)
9. Rue Dominique-Ingres (d)
10. Rue Ernest-Mérimée (g)
11. Rue Saint-Honest (d)
12. Rue de la Balance (g)
13. Rue Vauban (g)
14. Boulevard Matabiau

### Transports
La rue des Chalets n'est pas directement desservie par les transports en commun Tisséo. Elle se trouve cependant à proximité des boulevards d'Arcole et de Strasbourg, où se trouvent la station de métro Jeanne-d'Arc, sur la ligne de métro , ainsi que les arrêts des lignes des Linéo L1L9L14 et des bus 152329394570, ainsi que de la navette Ville. Au nord, la rue des Chalets débouche sur le boulevard Matabiau, où se trouvent les arrêts des lignes de bus 1527, à proximité de la station de métro Canal-du-Midi.
Il existe plusieurs stations de vélos en libre-service VélôToulouse le long de la rue des Chalets et des voies les plus proches : les stations no 57 (15 rue Jean-Baptiste-Merly), no 58 (4 rue de la Concorde) et no 92 (31 rue des Chalets).

## Odonymie

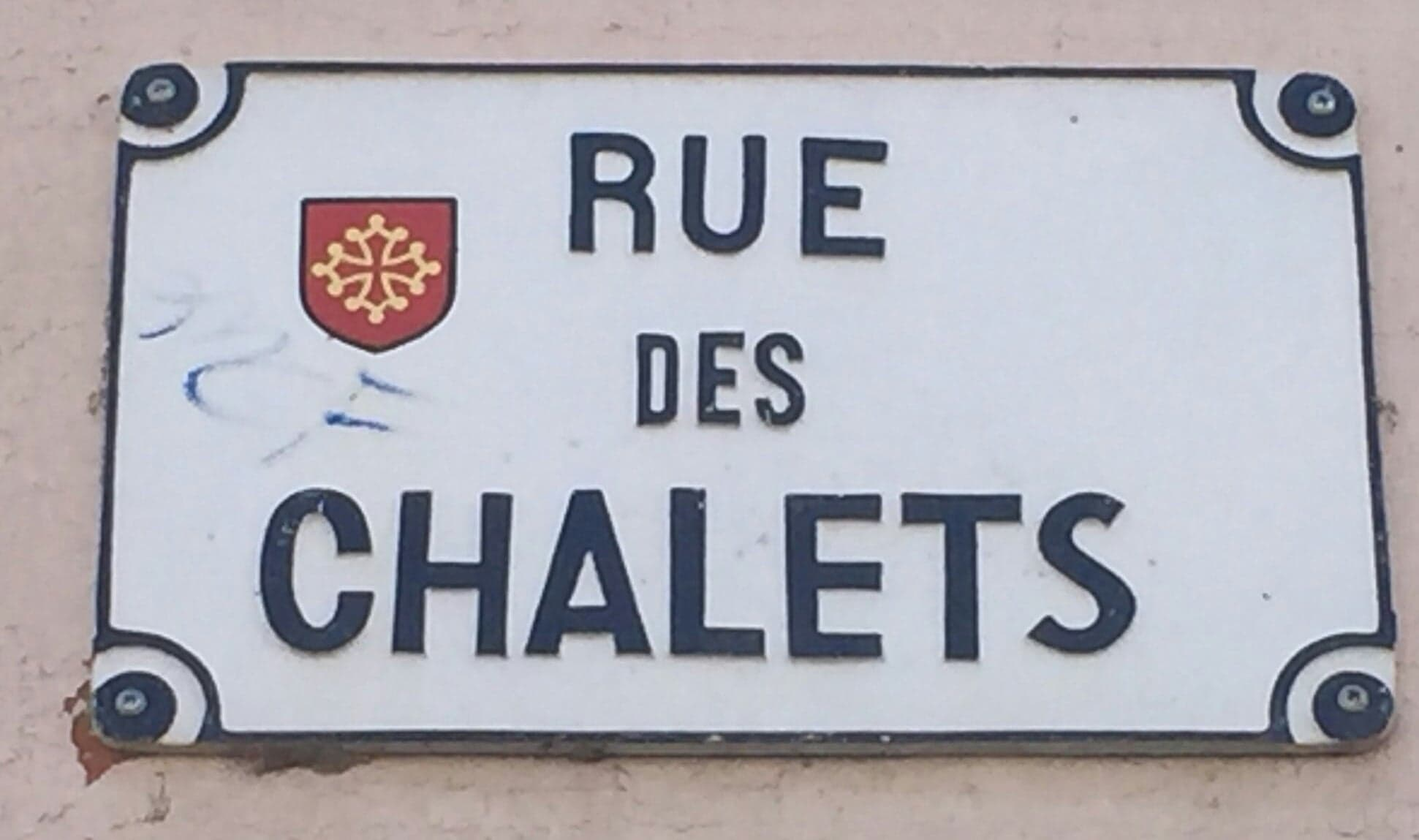
Plaque de rue en français.

L'origine du nom de la rue des Chalets est obscure. Selon Isabelle Bâlon Barberis, elle le devrait son nom aux chalets et petites maisons qui abritaient au début du XIXe siècle les « amours clandestines » des militaires de la caserne Compans. Ce nom de Chalets était par ailleurs partagé avec plusieurs rues du quartier : la petite-rue des Chalets (actuelle rue Saint-Honest), la petite-rue Traversière-des-Chalets (actuelle rue Henri-Douvillé) et la rue Neuve-des-Chalets (actuelle rue Ernest-Mérimée). On le retrouvait également pour la rue Saint-Dominique-des-Chalets, devenue simplement la rue Saint-Dominique au milieu du XXe siècle.
Dans les textes les plus anciens, au XVIe siècle, la rue des Chalets est désignée comme le chemin de Pouzonville ou le chemin de traverse de Pouzonville. On sait que ce nom de Pouzonville s'appliquait à une porte du rempart de la ville (porta de Posamilano, mais aussi porta Podii Milavi, ou encore porta Posomvilla en latin médiéval), qui protégeait depuis le XIe siècle le bourg Saint-Sernin, et qui se trouvait dans l'axe de l'actuelle rue Merly (emplacement entre les actuels no 17 et 46). L'origine de ce nom est en revanche mystérieuse : pour Pierre Salies, il pourrait bien s'agir d'un puits (potz en occitan, puteus en latin) ou bien d'une colline (puèg en occitan, podium en latin), portant – peut-être – le nom de la ville de Millau (Miliavus ou Miliavanus en latin).

## Histoire
Au Moyen Âge, le quartier des Chalets est un faubourg situé à l’extérieur de la vieille ville et abrite une activité maraîchère.
Le quartier se transforme en 1840 avec la création des boulevards et s’urbanise avec l’arrivée du chemin de fer en 1860. C’est à partir de cette époque que des familles bourgeoises s’y installent dans de belles demeures.

## Patrimoine et lieux d'intérêt

### Collège des Chalets
À la fin du XIXe siècle, le maître-verrier Louis-Victor Gesta possède un vaste terrain entre la rue des Chalets et la rue Alexandre-Cabanel – d'ailleurs, sa demeure, le Château des Verrières, et sa manufacture de verre se trouvent à proximité (actuel no 2 rue Godolin). En 1875, il propose à la municipalité de louer ses terrains et d'y construire des bâtiments pour les couchages des troupes du 17e régiment d'infanterie, la Literie Militaire. C'est Louis-Victor Gesta, probablement aidé par l'architecte de la ville, Joseph Raynaud, qui réalise les plans des bâtiments, élevés entre 1877 et 1878. Ils sont gérés par le ministère de la Guerre jusqu'en 1954, date à laquelle ils sont rendus à la ville de Toulouse. Le conseil municipal décide d'y ouvrir une école de filles, annexe du lycée Raymond-Naves qui a ouvert en 1949 dans les bâtiments de l'ancienne caserne Saint-Charles (actuel lycée Ozenne, no 2 rue Merly). Plusieurs travaux d'aménagement sont réalisés à ce moment. En 1964, l'école est séparée du lycée Raymond-Naves et devient un collège d'enseignement secondaire (CES), renommé Les Chalets en 1972. En 1977, une partie des bâtiments est surélevée sur les plans des architectes Roger Brunerie et Jean Sassus. Entre 2005 et 2006, de nouveaux travaux, menés par le cabinet des architectes Claude Brancher et Gilles Romeu a permis l'extension et la rénovation des bâtiments,. Il accueille 579 élèves en 2019[réf. souhaitée].

### Institut Cervantes

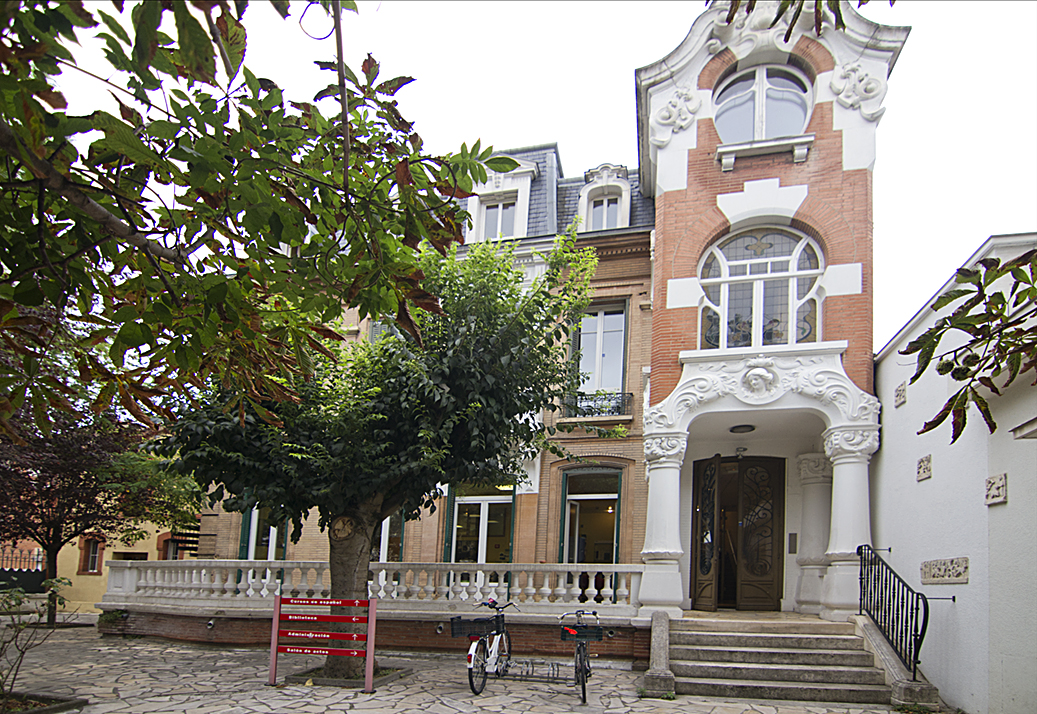
no 31 : façade de l'Institut Cervantes.

Une maison, de style Art nouveau, est construite, à la fin du XIXe siècle ou au début du siècle suivant. Elle est surélevée en 1911 par l'architecte Georges Masquet, dans le même goût, pour les époux Couret. L'édifice est acheté par le gouvernement espagnol pour abriter la Casa de España, puis l'Institut Cervantes de Toulouse en 1996. C’est une représentation d'État qui dépend des ministères français des Affaires étrangères et de l'Éducation nationale. Il a pour mission de promouvoir l'enseignement de la langue espagnole et de diffuser la culture espagnole et hispano-américaine.

### Immeubles et maisons
- no  1 : immeuble. 
L'immeuble, de style éclectique, est construit en 1884 par l'architecte Étienne Gazagne. Il s'élève à l'angle du boulevard d'Arcole, sur lequel il présente sa façade principale. La travée de l'angle coupé est particulièrement mise en valeur. Le rez-de-chaussée est éclairé par une grande fenêtre, dont les baies doubles, séparées par des pilastres à chapiteaux corinthiens, ont des garde-corps à balustres et un appui en pierre, et sont surmontées d'un tympan sculpté en pierre d'où émerge une tête d'Hermès. Les étages sont encadrés par des pilastres colossaux à chapiteaux corinthiens. Au 1er étage, un balcon à balustres en pierre prolonge le balcon du côté du boulevard, et la fenêtre est encadrée de deux atlantes en pierre, qui supportent le balcon en pierre du 2e étage[10].

- no  11 bis : maison[11].

- no  23 : villa.  Inscrit MH (2023, villa, vestiges de la fontaine avec la statue, mur de clôture, ainsi que les façades et toitures de la dépendance)[12].
La villa, de style éclectique, est construite dans la première décennie du XXe siècle. L'édifice s'élève au centre de la parcelle se compose de deux corps de bâtiment, bâtis en brique claire, qui s'élèvent sur quatre niveaux : un sous-sol semi-enterré, un rez-de-chaussée surélevé, un étage et un niveau de comble. L'avant-corps, à gauche, compte une seule travée, largement éclairée par une grande fenêtre, tandis que le deuxième corps de bâtiment, à droite, est percé de fenêtres plus étroites. Elles ont des agrafes en pierre et, aux étages, des lambrequins en fonte. Les élévations sont couronnées d'une corniche moulurée. L'avant-corps est coiffé d'un toit à plusieurs pans couvert d'ardoise et percé d'une lucarne en pierre. Dans le jardin, le bassin d'une ancienne fontaine est orné d'une statue, copie de la Baigneuse de Christophe-Gabriel Allegrain[13].

- no  29 : maison. 
La maison, bâtie en assises de briques et de galets, est construite dans la deuxième moitié du XIXe siècle. Elle s'élève, en retrait par rapport à la rue des Chalets, sur deux niveaux[14].
- no  30 : immeuble[15].
- no  46 : maison[16].
- no  51 : maison[17].
- no  53 : maison[18].
- no  62 : maison[19].
- no  70 : maison[20].
- no  72 : maison[21].
- no  76 bis : maison[22].
- no  78 : maison[23].

## Personnalités
- Jean Aillet (1918-1944) : né au Passage-d'Agen (Tarn-et-Garonne), il suit une carrière de dessinateur. Pendant la Seconde Guerre mondiale, il s'engage dans la Résistance. Capitaine au sein des Forces françaises combattantes, il loge dans la rue des Chalets (actuel no 94). Il est tué le 19 août 1944, lors des combats de la Libération de Toulouse[24].

- Joseph Anglade (1868-1930) : né à Lézignan-Corbières (Aude), il est professeur à la faculté de lettres de Toulouse en 1910. Il se consacre à l'étude de l'occitan et publie de nombreux ouvrages, depuis le Patois de Lézignan en 1897, jusqu'à une Anthologie des troubadours en 1927 et une étude sur les Troubadours de Toulouse en 1928. Il meurt à son domicile, au no 50[25].

- Raoul Bergougnan (1900-1982) : peintre, il naît au domicile de ses parents, no 102 rue des Chalets[26].

- François Toussaint : colonel, il s'installe à Toulouse, dans une maison de la rue des Chalets. Il est nommé maire de Toulouse à plusieurs reprises entre 1874 et 1876, puis en 1877[27],[2].